# Илия Гадромов
Илия Стоев Гадромов е български учител, деец на Българското възраждане в Източна Македония.

## Биография
Роден е в село Гайтаниново, Неврокопско. Учи в българската гимназия в Солун. Учителства в редица селища в Източна Македония - Гайтаниново, Тешово, Лъки, Осиково, Садово, Белица и Горна Джумая. Активен участник в борбата за новобългарска просвета и самостоятелност на българската църква.
Гадромов участва в учредяването на учителското дружество в Гайтаниново и е член на настоятелството му.